# HD 42278
HD 42278，又名BD-05 1523，SAO 132900、HR 2179，是一颗恒星，视星等为6.17，位于銀經213.29，銀緯-11.9，其B1900.0坐标为赤經6h 4m 41.8s，赤緯-5° -11.9′ 39″。